# Усилов, Иван Александрович
Ива́н Алекса́ндрович Уси́лов  (22 декабря 1922, Богородск — 27 сентября 1943, Каневский район, Киевская область) — командир взвода 388-го отдельного сапёрного батальона 218-й стрелковой дивизии (47-я армия, Воронежский фронт). Герой Советского Союза, младший лейтенант.

## Биография
Родился 22 декабря 1922 года в крестьянской семье в городе Богородске ныне Нижегородской области. Позднее семья переехала в город Горький. После окончания 10 классов, работал сборщиком на радиотелефонном заводе имени В. И. Ленина.
В 1941 году добровольцем ушёл в Красную Армию. В следующем году окончил Ленинградское военно-инженерное училище, эвакуированное в Кострому. Прибыл в действующую армию в августе 1942 года. Участвовал в обороне Северного Кавказа близ Туапсе и на Мысхако. За проявленное в боях мужество И. А. Усилов был награждён орденом Красной Звезды.
Осенью 1943 года младший лейтенант Усилов принимал участие в форсировании Днепра. 25 сентября 1943 года его сапёрный взвод, находясь под непрерывным огнём противника, организовал переправу в районе южнее села Пекари (Каневский район Черкасской области) для десантной группы, состоящей из 30 сапёров и 10 разведчиков. На захваченном плацдарме группа отразила четыре контратаки. Командир взвода дрался храбро, подавая личный пример подчинённым. 27 сентября Иван Александрович Усилов погиб в бою и был похоронен в селе Сушки Каневского района Черкасской области Украины.
Указом Президиума Верховного Совета СССР от 3 июня 1944 года «за образцовое выполнение боевых заданий командования на фронте борьбы с немецко-фашистскими захватчиками и проявленные при этом мужество и героизм» младшему лейтенанту Усилову Ивану Александровичу присвоено звание Героя Советского Союза посмертно.

## Награды
- Герой Советского Союза (3 июня 1944);
- орден Ленина (3 июня 1944);
- орден Красной Звезды (30 мая 1943).

## Память
В Богородске:
- на Аллее Героев установлен бюст Усилова[1];
- имя Усилова носит школа № 6[1];
- на доме, где родился Усилов, установлена мемориальная доска.

В Нижнем Новгороде:
- именем Усилова названа улица в Нижегородском районе[1][2]; на доме № 2 этой улицы установлена мемориальная табличка[3];
- на доме № 41 по улице Малая Ямская, где жил Усилов, была установлена мемориальная доска[1]; дом снесли в 2017 году[источник не указан 404 дня];
- на здании школы-интерната в Советском районе, где учился Усилов, установлена мемориальная доска[1][2].